# Témoin innocent
Pour plus de détails, voir Fiche technique et Distribution.
Témoin innocent (The Innocent Sleep) est un film britannique réalisé par Scott Michell, sorti en 1996.

## Synopsis
Alan Terry, un sans-abri londonien, est témoin d'une exécution pratiquée pour le compte du caïd de la pègre Adolfo Cavani. Matheson, l'inspecteur enquêtant sur le meurtre, travaille pour Cavani et est sur les traces de Terry pour l'éliminer. Le seul allié de Terry est la journaliste Billie Hayman.

## Fiche technique
- Titre original : The Innocent Sleep
- Réalisation : Scott Michell
- Scénario : Ray Villis
- Photographie : Alan Dunlop
- Montage : Derek Trigg
- Musique : Mark Ayres
- Société de production : Timedial Films
- Pays de production :  Royaume-Uni
- Langue originale : anglais
- Format : couleur - 2,35:1 - Dolby
- Genre : Film dramatique, Film policier, thriller
- Durée : 110 minutes
- Dates de sortie : 
  - Royaume-Uni : 26 janvier 1996

## Distribution
- Rupert Graves : Alan Terry
- Annabella Sciorra : Billie Hayman
- Michael Gambon : l'inspecteur Matheson
- Franco Nero : Adolfo Cavani
- John Hannah : James
- Oliver Cotton : Lusano
- Paul Brightwell : Pelham
- Graham Crowden : George
- Katie Carr : Alice

## Accueil
Le film a réalisé 42 247 entrées au Royaume-Uni.